# Cặp đôi oan gia
Cặp đôi oan gia (tiếng Hàn: 응급남녀; Romaja: Eunggeubnamnyeo; tiếng Anh: Emergency Couple) là bộ phim truyền hình Hàn Quốc năm 2014 với sự có mặt của diễn viên Song Ji-hyo, Choi Jin-hyuk, Lee Pil-mo, Choi Yeo-jin và Clara Lee. Được phát sóng trên kênh truyền hình cáp tvN vào thứ sáu và thứ bảy lúc 20:40 gồm 21 tập từ 24 tháng 1 năm 2014. Bộ phim hài hước lãng mạn/phim y tế là một cặp vợ chồng đã ly dị nhưng tình cảm vẫn còn nhen nhóm khi họ gặp lại nhau và cùng làm việc trong một bệnh viện. Tên Việt khác: Cặp đôi 119; Bộ đôi phòng cấp cứu.

## Nội dung
Oh Chang-min - một sinh viên tài năng của 1 trường y, và một chuyên gia dinh dưỡng - Oh Jin-hee, đã yêu nhau bất chấp sự phản đối của gia đình. Chang-min xuất thân trong gia đình giàu có, bác sĩ thành đạt; họ nghị rằng Jin-hee không đủ tốt đối với anh, và sau đó anh lấy cô làm vợ, gia đình từ bỏ anh. Để có thể kiếm được tiền ngay lập tức, Chang-min phải từ bỏ giấc mơ làm bác sĩ, và trở thành nhân viên bán dược phẩm. Anh cảm thấy khổ sở với công việc của mình và những mâu thuẫn trong gia đình, trong khi Jin-hee cảm thấy tự ti bởi những ánh mắt dòm ngó của gia đình chồng. Họ tiếp tục chiến đấu sau đó phải ly hôn. Sau sáu năm, Chang-min trở lại trường để theo đuổi giấc mơ của mình, trong khi Jin-hee cũng học tại một trường khác. Họ kết thúc thực tập tại một bệnh viện, nơi họ sẽ cùng nhau làm việc trong phòng cấp cứu.

## Diễn viên

### Diễn viên chính
- Song Ji-hyo vai Oh Jin-hee[6]
- Choi Jin-hyuk vai Oh Chang-min
- Lee Pil-mo vai Gook Cheon-soo
- Choi Yeo-jin vai Shim Ji-hye
- Clara Lee vai Han Ah-reum[7]
- Kwon Min vai Kim Min-ki
- Yoon Jong-hoon vai Im Yong-gyu
- Park Joon-geum vai mẹ Chang-min

### Diễn viên phụ
- Yoon Jong-hoon vai Im Yong-gyu, thực tập
- Im Hyun-sung vai Park Sang-hyuk, thực tập
- Chun Min-hee vai Lee Young-ae, thực tập và vợ của Sang-hyuk
- Choi Beom-ho vai Go Joong-hoon, Giám đốc khoa cấp cứu
- - vai Ahn Young-pil, bác sĩ giải phẫu
- Heo Jae-ho vai Jang Dae-il, thực tập năm ba
- Kwon Min vai Kim Min-ki, thực tập năm nhất
- Kim Hyun-sook vai Choi Mi-jung, y tá trưởng ER
- Lee Sun-ah vai Heo Young-ji, y tá ER
- - vai Son Ye-seul, y tá ER
- Lee Mi-young vai Jo Yang-ja, mẹ của Jin-hee
- Jeon Soo-jin vai Oh Jin-ae, em gái của Jin-hee
- Park Doo-sik vai Kim Kwang-soo, ca sĩ và chồng của Jin-ae
- Park Joon-geum vai Yoon Sung-sook, mẹ của Chang-min
- Kang Shin-il vai Oh Tae-seok, ba của Chang-min
- - vai Yoon Sung-gil, cậu của Chang-min
- - vai Yoon Sung-mi, dì thứ nhất của Chang-min
- - vai Yoon Sung-ja, dì thứ hai của Chang-min

### Khách mời
- Yoon Joo-sang vai linh mục (tập 1)
- Lee Han-wi vai bác sĩ (tập 1)
- Jeon Soo-kyung vai giám đốc bệnh viện (tập 1)
- Jung Joo-ri vai người hẹn hò của Chang-min (tập 3)[8]
- Gary vai Deri, tài xế xe (tập 6)[9][10][11][12]

## Đánh giá
| Tập # | Ngày chiếu tại Hàn Quốc | AGB Nielsen ratings | AGB Nielsen ratings |
| Tập # | Ngày chiếu tại Hàn Quốc | Đánh giá trung bình | Đánh giá cao nhất   |
| ----- | ----------------------- | ------------------- | ------------------- |
| 1     | 24 tháng 1 năm 2014     | 2.4%                | 3.7%                |
| 2     | 25 tháng 1 năm 2014     | 2.7%                | 3.8%                |
| 3     | 31 tháng 1 năm 2014     | 1.6%                | N/A                 |
| 4     | 1 tháng 2 năm 2014      | 2.8%                | 3.7%                |
| 5     | 7 tháng 2 năm 2014      | 3.4%                | 4.6%                |
| 6     | 8 tháng 2 năm 2014      | 3.3%                | 4.9%                |
| 7     | 14 tháng 2 năm 2014     | 3.6%                | 5.1%                |
| 8     | 21 tháng 2 năm 2014     | 3.7%                | 4.9%                |
| 9     | 22 tháng 2 năm 2014     | 3.6%                | 4.7%                |
| 10    | 28 tháng 2 năm 2014     | 3.4%                | 4.3%                |
| 11    | 1 tháng 3 năm 2014      | 4.1%                | 4.8%                |
| 12    | 7 tháng 3 năm 2014      | 4.0%                | 5.4%                |
| 13    | 8 tháng 3 năm 2014      | 4.1%                | 5.0%                |
| 14    | 14 tháng 3 năm 2014     | 4.2%                | 5.5%                |
| 15    | 15 tháng 3 năm 2014     | 4.1%                | 4.9%                |
| 16    | 21 tháng 3 năm 2014     | 4.0%                | 5.2%                |
| 17    | 22 tháng 3 năm 2014     | 5.0%                | 5.9%                |
| 18    | 28 tháng 3 năm 2014     | 4.1%                | 5.2%                |
| 19    | 29 tháng 3 năm 2014     | 4.8%                | 5.6%                |
| 20    | 4 tháng 4 năm 2014      | 4.9%                | 5.7%                |
| 21    | 5 tháng 4 năm 2014      | 5.0%                | 5.9%                |

Chú ý. Nên nhớ rằng bộ phim được phát sóng trên kênh truyền hình cáp (tvN) nên sẽ có sự giới hạn người xem đài và đánh giá sẽ không được cao như các bộ phim truyền hình được chiếu trên các kênh công cộng (SBS, KBS, MBC).

## Nhạc phim
| Phần 1: | Phần 1:              | Phần 1:                | Phần 1:    |
| STT     | Nhan đề              | Ca sĩ                  | Thời lượng |
| ------- | -------------------- | ---------------------- | ---------- |
| 1.      | "Love Again"         | 3rd Coast (써드코스트) | 2:36       |
| 2.      | "Love Again" (Inst.) | 3rd Coast (써드코스트) |            |

| Phần 2: | Phần 2:                              | Phần 2:       | Phần 2:    |
| STT     | Nhan đề                              | Ca sĩ         | Thời lượng |
| ------- | ------------------------------------ | ------------- | ---------- |
| 1.      | "Scent of a Flower" (꽃향기)         | Lim Jeong-hee | 4:46       |
| 2.      | "Scent of a Flower (꽃향기) (Inst.)" | Lim Jeong-hee | 4:44       |

| Phần 3: | Phần 3:                                       | Phần 3:       | Phần 3:    |
| STT     | Nhan đề                                       | Ca sĩ         | Thời lượng |
| ------- | --------------------------------------------- | ------------- | ---------- |
| 1.      | "The Way We Loved (그때 우리 사랑은)"         | Park Shi-hwan | 3:38       |
| 2.      | "The Way We Loved (그때 우리 사랑은) (Inst.)" | Park Shi-hwan |            |

| Phần 4: | Phần 4:        | Phần 4:       | Phần 4:    |
| STT     | Nhan đề        | Ca sĩ         | Thời lượng |
| ------- | -------------- | ------------- | ---------- |
| 1.      | "I Am"         | Joo Ah (주아) | 4:46       |
| 2.      | "I Am (Inst.)" | Joo Ah (주아) | 4:46       |

| Phần 5: | Phần 5:                              | Phần 5:       | Phần 5:    |
| STT     | Nhan đề                              | Ca sĩ         | Thời lượng |
| ------- | ------------------------------------ | ------------- | ---------- |
| 1.      | "Scent of a Flower (꽃향기)"         | Choi Jin-hyuk | 3:44       |
| 2.      | "Scent of a Flower (꽃향기) (Inst.)" | Choi Jin-hyuk | 3:44       |

## Giải thưởng và đề cử
| Năm  | Giải thưởng                      | Hạng mục                    | Đề cử cho                   | Kết quả   |
| ---- | -------------------------------- | --------------------------- | --------------------------- | --------- |
| 2014 | KoreanUpdates Awards 2014        | Drama Of The Year           | Cặp đôi oan gia             | Đề cử     |
| 2014 | KoreanUpdates Awards 2014        | Best Actor                  | Choi Jin-hyuk               | Đề cử     |
| 2014 | KoreanUpdates Awards 2014        | Best Actress                | Song Ji-hyo                 | Đề cử     |
| 2014 | KoreanUpdates Awards 2014        | Most Favorite Couple        | Choi Jin-hyuk & Song Ji-hyo | Đoạt giải |
| 2014 | KoreanUpdates Awards 2014        | Kiss Of The Year            | Choi Jin-hyuk & Song Ji-hyo | Đề cử     |
| 2015 | Soompi Awards 2014               | Best Drama                  | Cặp đôi oan gia             | Đề cử     |
| 2015 | Soompi Awards 2014               | Best Actor                  | Choi Jin-hyuk               | Đề cử     |
| 2015 | Soompi Awards 2014               | Best Actress                | Song Ji-hyo                 | Đề cử     |
| 2015 | International Hallyu Awards 2014 | Best Drama                  | Cặp đôi oan gia             | Đề cử     |
| 2015 | International Hallyu Awards 2014 | Best Actress                | Song Ji-hyo                 | Đề cử     |
| 2015 | DramaFever Awards 2014           | Best Korean Drama           | Cặp đôi oan gia             | Đoạt giải |
| 2015 | DramaFever Awards 2014           | Best Actor                  | Choi Jin-hyuk               | Đề cử     |
| 2015 | DramaFever Awards 2014           | Best Actress                | Song Ji-hyo                 | Đoạt giải |
| 2015 | DramaFever Awards 2014           | Best Couple                 | Choi Jin-hyuk & Song Ji-hyo | Đề cử     |
| 2015 | DramaFever Awards 2014           | Toyota Camry Boldest Moment | Choi Jin-hyuk & Song Ji-hyo | Đoạt giải |